# バングラデシュ労働者党
バングラデシュ労働者党（バングラデシュろうどうしゃとう、英語：Workers Party of Bangladesh）は、バングラデシュの共産主義政党（共産党）。
1980年、軍事政権下でいくつかの共産主義勢力が合同して結成された。インド共産党マルクス主義派とは友党関係にある。2008年の総選挙以降、1ケタ台の議席を獲得したうえで、アワミ連盟の連立与党となっている。